# گورستان لیقوان
گورستان لیقوان مربوط به سدهٔ ۷ ه‍.ق به بعد است و در شهرستان تبریز، بخش مرکزی، روستای لیقوان واقع شده و این اثر در تاریخ ۱۰ دی ۱۳۸۱ با شمارهٔ ثبت ۶۶۷۱ به‌عنوان یکی از آثار ملی ایران به ثبت رسیده است.